# 5e armée (Empire allemand)
Pour les articles homonymes, voir 5e armée.

Drapeau de l'état-major d'un haut commandement de l'armée (1871-1918).

La 5e armée / 5e haut commandement de l'armée (AOK 5) est le nom donné à l'une des unités majeures de l'armée allemande et à ses autorités de commandement associées pendant la Première Guerre mondiale (1914-1918). Ils comprennent chacun plusieurs corps d'armée ou de réserve ainsi que de nombreuses troupes spéciales.

## Histoire
Lorsque la mobilisation a lieu dans l'Empire allemand le 2 août 1914, huit armées sont formées à partir des huit inspections de l'armée existantes. L'une d'elles est le 5e haut commandement de l'armée à Coblence. Les unités de la 5e armée  sont rassemblées dans la région de Sarrebruck-Luxembourg. L'armée comprend les unités suivantes en août 1914:
| - 5e corps d'armée - 6e corps d'armée - 13e corps d'armée | - 16e corps d'armée - 5e corps de réserve (de) - 6e corps de réserve |

Avec la 4e armée, la 5e armée forme le groupe central de l'armée occidentale allemande, qui doit prendre l'offensive contre la France conformément au plan Schlieffen. Les deux armées repoussent une avancée de l'armée française le long de la Meuse et les Ardennes (→ Bataille de Neufchâteau et Bataille de Longwy) puis repoussent les troupes ennemies derrière l'Aisne. À la suite de la défaite de la bataille de la Marne au début de septembre 1914, les armées allemandes de droite (1re et 2e armées) se sont retirées au début du mois de septembre 1914, la 4e armée a également dû être retirée. La 5e armée reste donc dans les positions qu'elle avait atteintes avant Verdun. Ici, le front se fige dans la guerre des tranchées. Depuis le 21 février 1916, la 5e armée est engagée de manière décisive dans la bataille de Verdun. En 1918, les troupes de la grande unité participent également à la bataille de Saint-Mihiel et à l'offensive Meuse-Argonne, entre autres.

À partir du 13 septembre 1914, le quartier général du 5e haut commandement de l'armée est à Stenay et à partir du 4 décembre 1916 à Montmédy. Le 2 novembre 1918, elle commence sa retraite et atteint finalement Bad Nauheim le 30 novembre.

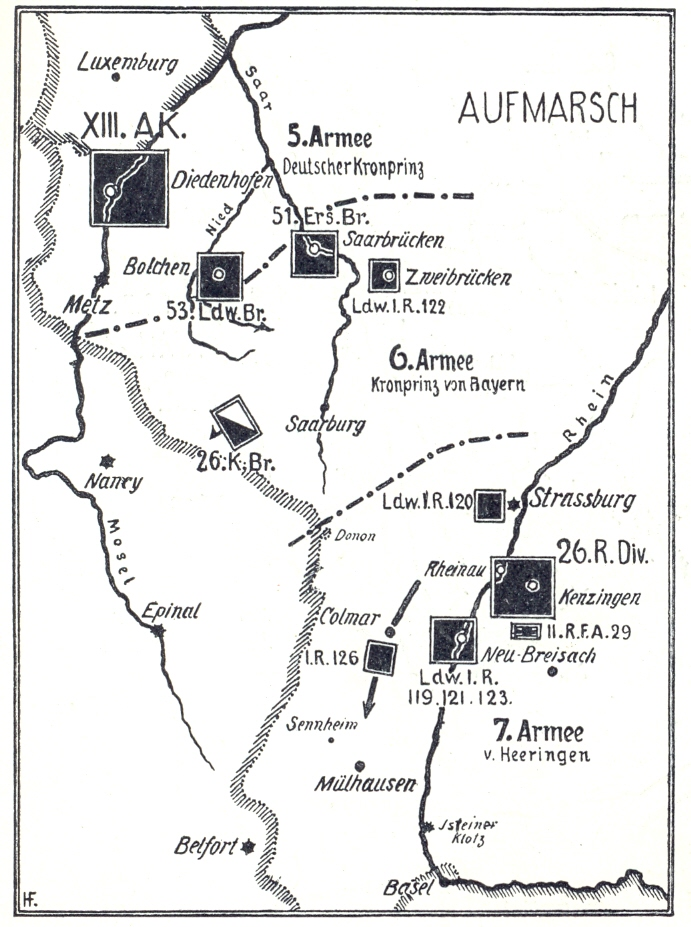
La 5e armée en mars 1914
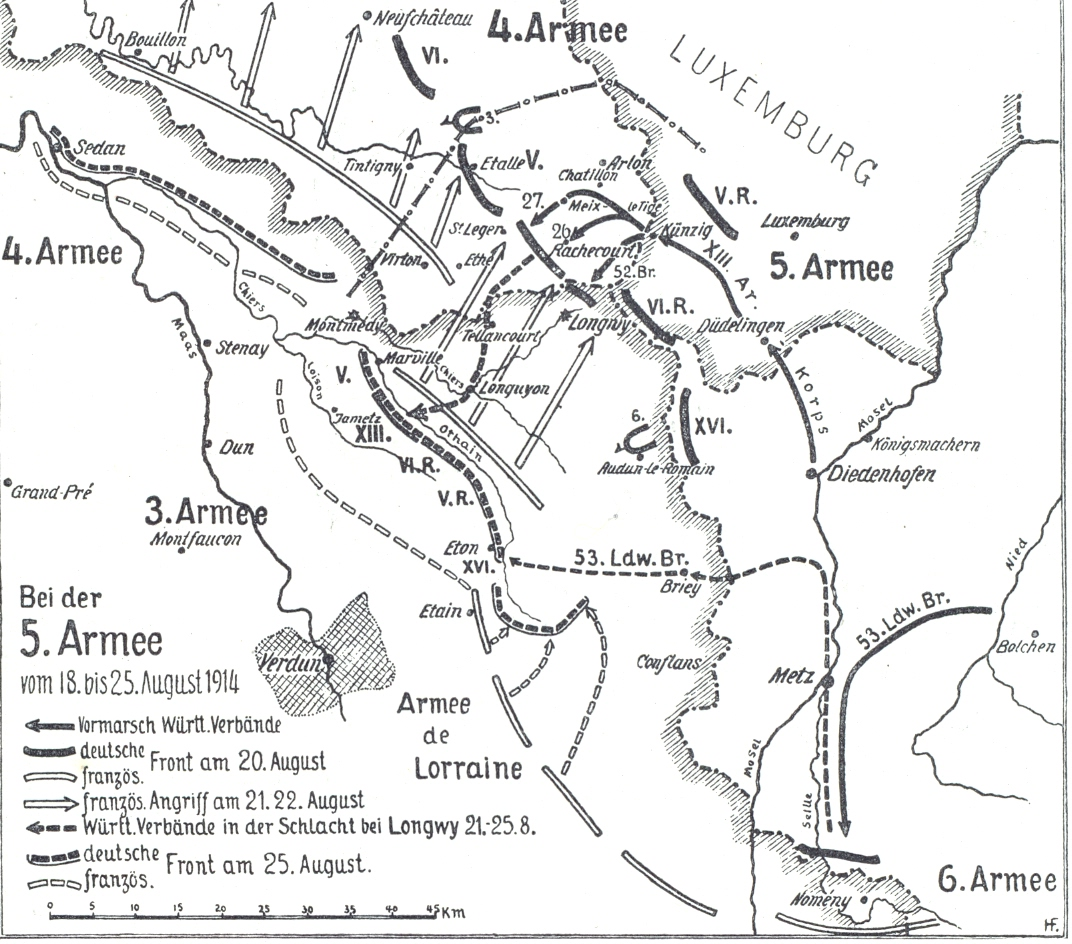
La 5e armée en août 1914
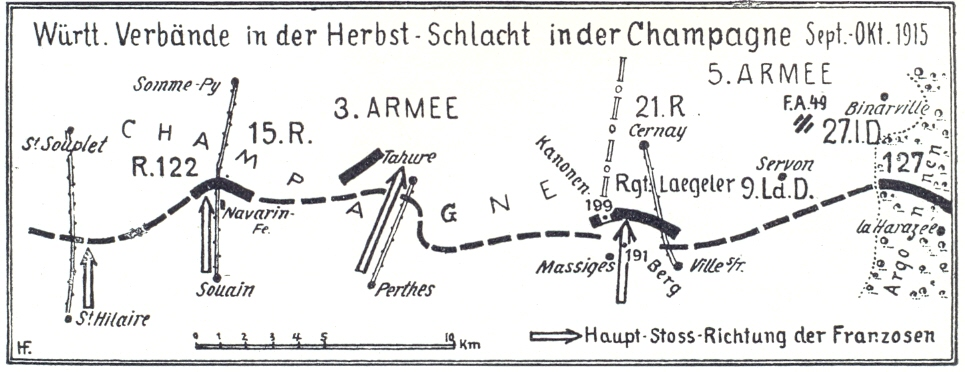
La 5e armée à l'automne 1915
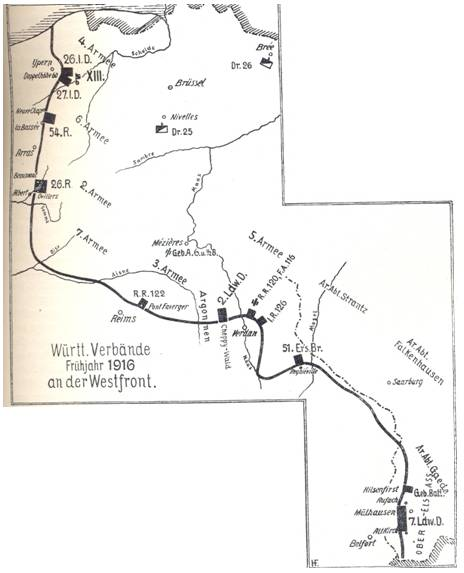
La 5e armée au printemps 1916